# Indrek Pertelson
Indrek Pertelson (Tallin, 21 de abril de 1971) es un deportista estonio que compitió en judo.
Participó en cuatro Juegos Olímpicos, entre los años 1992 y 2004, obteniendo en total dos medallas de bronce, en Sídney 2000 y Atenas 2004, ambas en la categoría de +100 kg. Ganó dos medallas de plata en el Campeonato Mundial de Judo, en los años 1999 y 2003, y cinco medallas en el Campeonato Europeo de Judo entre los años 1996 y 2004.

## Palmarés internacional
| Juegos Olímpicos   | Juegos Olímpicos         | Juegos Olímpicos  | Juegos Olímpicos |
| Año                | Lugar                    | Medalla           | Categoría        |
| ------------------ | ------------------------ | ----------------- | ---------------- |
| 2000               | Sídney (Australia)       | Medalla de bronce | +100 kg          |
| 2004               | Atenas (Grecia)          | Medalla de bronce | +100 kg          |
| Campeonato Mundial |                          |                   |                  |
| Año                | Lugar                    | Medalla           | Categoría        |
| 1999               | Birmingham (Reino Unido) | Medalla de plata  | +100 kg          |
| 2003               | Osaka (Japón)            | Medalla de plata  | Abierta          |
| Campeonato Europeo |                          |                   |                  |
| Año                | Lugar                    | Medalla           | Categoría        |
| 1996               | La Haya (Países Bajos)   | Medalla de oro    | Abierta          |
| 1997               | Ostende (Bélgica)        | Medalla de bronce | Abierta          |
| 1998               | Oviedo (España)          | Medalla de bronce | Abierta          |
| 1999               | Bratislava (Eslovaquia)  | Medalla de bronce | +100 kg          |
| 2004               | Bucarest (Rumania)       | Medalla de plata  | +100 kg          |